# Кафедра фольклористики КНУ імені Тараса Шевченка

Колектив кафедри фольклористики КНУ

Кафедра фольклористики Інституту філології Київського національного університету імені Тараса Шевченка — перший в Україні навчальний осередок, де здійснюють фахову підготовку фольклористів, етномузикознавців та етнокультурологів.

## Історія
Об'єктивною передумовою створення кафедри у 1992 році стала потреба у відродженні національної культури незалежної України. 1993 року було відкрито відділення фольклористики в Інституті філології КНУ імені Тараса Шевченка, 2000 року - спеціалізацію "Музична фольклористика".
Кафедра сприяє створенню відділення фольклористики у Львівському, з 2005 року - Луганському університетах, у консерваторіях та університетах культури. Кафедра стає координатором наукових фольклористичних досліджень, здійснюваних в Україні, ініціюючи відкриття в Шевченковому університеті Спеціалізованої вченої ради із захисту дисертацій на здобуття наукового ступеня доктора філологічних наук зі спеціальності 10.01.07 фольклористика.
Інаціаторка створення і перша завідувачка кафедри (1992-2006) - Лідія Францівна Дунаєвська, яка  започаткувала в Україні фахову підготовку спеціалістів у галузі фольклористики. Ядро кафедри було сформоване з професорів  Л. Дунаєвської, В.Бойка, О.Таланчук, які раніше читали курси з фольклору на кафедрах історії літератури, керували фольклорною практикою і вели відповідну науково-дослідну роботу.
Пізніше викладацький колектив поповнився професорами Л.Копаницею, Н.Малинською, С.Росовецьким, І.Павленком, О. Івановською, С. Сегедою, доцентами Л.Шурком, О.Павловим, О.Наумовською, Н.Лисюк, Н.Салтовською, О.Марчун, асистентами Н.Рудаковою, Р.Лихограєм, С.Лещинською, О.Оверчук та ін.
Для прочитання разових лекцій запрошуються народні артисти України (Н.Матвієнко), кобзарі (М.Литвин, Т.Компаніченко), провідні етнографи Музею народної архітектури та побуту України, народні майстри.
Короткий час обов'язки завідувача кафедри фольклористики виконували професори Наталія Малинська і Любов Копаниця.
З 2007 до 2019 року кафедру очолювала доктор філологічних наук, професор Олена Івановська.
З 2020 року очільницею кафедри є доктор філологічних наук, доцент Олеся Наумовська.

## Навчальні курси
Кафедра забезпечує читання курсів з теорії фольклору, українського фольклору та фольклору народів світу, історії фольклористики, світового героїчного епосу, культурної антропології, міфології, етнопедагогіки, етнопсихології, етнолінгвістики, етнології, звичаєвого права, постфольклору, міфодизайну, етномузикознавства, хореології, декоративно-ужиткового мистецтва тощо.

Літературно-мистецький захід "Шевченко знаний і невідомий" в Національному банку України

## Діяльність кафедри
В основу сучасної концепції кафедри покладені погляди М.Максимовича, М.Костомарова, М.Драгоманова, В.Антоновича та інших.
Діяльність кафедри фольклористики провадиться у двох напрямах:
- теоретичному (викладання і вивчення історії фольклористики, теорії фольклору, фольклорної компаративістики, фольклоризму і фольклоризації авторського мистецтва)
- прикладному (польова фольклористика, реконструкція фольклору, ретрансляція та популяризація фольклорних одиниць)

При кафедрі фольклористики діє народний ансамбль української музики "Роксоланія" , відомий далеко за межами України своїми мистецькими здобутками. До репертуару ансамблю входять матеріали польових досліджень та архівні матеріали кафедри: календарна обрядовість (колядки, щедрівки, водіння кози, маланка, веснянки, троїцькі, русалії,купальські), родинна обрядовість (реконструкція весільного обряду покривання молодої) і лірика.
Практичним майданчиком кафедри є Центр фольклору та етнографії (створено 1991 р.).